# ラズヤリョーンヌイ (駆逐艦)
ラズヤリョーンヌイ（ロシア語:Разъярённыйラズイリョーンヌィイ）は、ソ連で建造された駆逐艦である。ソ連海軍では艦隊水雷艇（эскадренный миноносец）に分類された。艦名は「激怒した、猛り狂った」という意味の形容詞である。

## 概要
ラズヤリョーンヌイは、当初ペレドヴォーイ（Передовойピリダヴォーイ）という艦名で1936年9月15日にニコラーエフの第198工場で起工した。この艦名は、「先進的な」という意味の形容詞である。7号計画型艦隊水雷艇の39番艦で、当初より太平洋艦隊向けに計画されていた。工場番号は、S-326が割り振られていた。
1937年9月17日にはコムソモーリスク＝ナ＝アムーレの第199工場に移設された。1940年9月25日には、「高度に発達した、教養のある、成長した」といった意味のラズヴィトーイ（Развитойラズヴィトーイ）に改名され、1941年5月16日付けでラズヤリョーンヌイと改名された。同年5月22日には進水し、11月27日に竣工した。公式には、1941年12月14日付けで太平洋艦隊に編入された。なお、竣工までにラズヤリョーンヌイは同型艦の劣悪な安定性を改善するため、72 tの固形バラストを設置されている。
1942年6月から7月にかけて、僚艦ラズームヌイとともに北方艦隊に向けて出港する準備に取り掛かった。7月15日には、嚮導艦バクー、艦隊水雷艇ラズームヌイ、レーヴノスヌイとともに第18特務遠征隊（EON-18）を編成してウラジオストクを出港し、北極海航路経由で北方艦隊の根拠地を目指した。
7月30日、プロヴィデーニヤ湾にてラズヤリョーンヌイは青銅製スクリューを海底に接触し、そのプロペラをひどく破損した。スクリューは、ラズームヌイから提供された予備のものに付け替えなければならなくなった。すべての作業は航行を続けながら行われ、1週間が費やされた。しかしながら、右のプロペラシャフトが撓んでいることが明らかになった。船体のひどい振動のため、航行速度は最低の8 knしか出すことができなかった。
チュクチ海では、分厚い氷に行く手を遮られることとなった。8月17日、ラズヤリョーンヌイは一面の氷に閉ざされ、これを救出するために砕氷船ミコヤンとカガノーヴィチが一方ならぬ労力を費やした。
アムバールチク湾からジクソンまでの海路の大半を、ラズヤリョーンヌイは嚮導艦バクーによって曳航された。ジクソンではケーソンを利用して左のスクリューを青銅製のものに付け替え、右側は完全に撤去した。残りの回航の全行程をラズヤリョーンヌイは片側のスクリューだけで進み、その上このような状態でもなおかつ25 knの速度を発揮できることが試験で明らかにされた。
コラ湾に到着すると、ラズヤリョーンヌイはアブラム＝カルガ岬で浮きドックに入れられた。損傷箇所は、推進用スクリューの唸りを含めてすべて、1943年1月1日までに修繕された。北方艦隊にて、ラズヤリョーンヌイは「09」という識別番号を与えられ、艦首にこれを記した。
翌2日、ラズヤリョーンヌイは北方艦隊に所属して最初の作戦行動となる、連合国の輸送船団の護衛を行った。任務は成功裏に遂行されたが、ただ一点、ラズヤリョーンヌイは霧の中で誤ってサーリヌイ島に接近し、船首を海底に接触するという事故を起こした。ただ、この度は損傷を回避した。
しかしながら、次なる出航はあまり成功とはいえないものとなった。1月8日、速力と速力測定器の検査を行ったラズヤリョーンヌイは所定の航海から戻りつつあった。一見して良好な状態で艦は24 knの速度を発揮し、ヴァエンガに向かっていた。14時32分、艦は進路を変え始めたが、そこで第2タービン発電機で故障が起こった。第3タービン発電機の許容負荷の限界を超えたため安全装置が作動し、艦は一時的に電力を失い、電動式であった舵の駆動装置が稼動しなくなった。1 分後、送電系統の電圧は回復されたが、時はすでに遅かった。ラズヤリョーンヌイは、サーリヌイ島の岩の上に乗り上げた。
艦は自力で離礁し、ムルマンスクへ向かった。艦首は第7肋材まで下方へ折れ曲がり、それは約1.5 mに及んだ。第44肋材までは、無数の皺と亀裂が入り、肋材とそれを繋ぐ梁が変形した。ラズヤリョーンヌイは再び修理を受けなければならなくなり、それは1943年6月25日まで続けられた。
艦長のN・I・ニコーリスキイ海軍大尉は、この事故のために任を解かれ、懲罰大隊に送られた。彼は負傷したが、その後名誉を回復され終戦まで艦隊水雷艇ラズームヌイ、ドストーイヌイ、グロームキイの艦長を歴任、のちに海軍少将にまで昇格した。
1943年の下半期から1944年を通して、ラズヤリョーンヌイは船団護衛と偵察哨戒任務に従事した。また、1944年10月のペツァモ＝キルケネス進攻作戦にも参加した。
1945年1月23日には、ラズームヌイとともにリイナハマーリへの船団護衛を行った。12時20分、ソナーによって敵の潜水艦を探知した。両艦隊水雷艇は追跡を開始、しかしながら、12時50分、ラズヤリョーンヌイは艦尾に1 発の魚雷を受けた。のちに明らかにされたところによれば、これはソナーを搭載した自動誘導式の魚雷で、ドイツ海軍のUボートVII型U293から発射されたものであった。艦尾部分は第205肋材まで事実上捥ぎ取られ、辛うじて外板の一部でぶら下がっている状態であった。火災も発生した。乗員38 名が死亡し、17 名が負傷した。
重度の損傷を負った艦を曳航する作業は、徒労に終わった。ぶら下がっていた艦尾部分が移動を妨害し、曳航用ワイヤーは切れてしまった。20時近くになって艦尾は脱落し、海底へ沈んだ。幸いその日は天候が良かったので、ラズヤリョーンヌイはペーチェンガまで曳航することができた。その後、艦はムルマンスクに移動された。艦の修復は1946年に完了した。艦には、独ソ戦の開戦時にムルマンスクで戦没した同型艦のストレミーテリヌイから艦尾部分が移植された。
戦後は国産のレーダーやソナー、新型の魚雷発射管を装備された。76 mm高角砲34-Kと37 mm単装自動砲70-Kは撤去され、かわりに4 基の37 mm双連機関砲V-11が搭載された。マストは短縮され、上部構造も修正された。煙突には、庇が取り付けられた。基準排水量は1900 tに増加し、速力は34 knないし35 knに低下した。
7号計画型は戦後10年以上にわたって艦隊水雷艇として用いられたが、さすがに1950年代中盤にもなるとその旧式化は取り繕いようのないものとなった。新しい艦が整備されたこともあり、同型艦は次々と現役を退いていった。そうした中、ラズヤリョーンヌイも1956年2月17日付けで現役を退いた。同じ日には、ラズヤリョーンヌイを含めて同型艦5 隻が退役している。ラズヤリョーンヌイは同年12月27日に試験船（опытовое судно）に類別を変更され、名称をOS-4（ОС-4オエース・チトィーリェ）と改められた。
1957年9月7日には核実験に使用され、同年10月にノーヴァヤ・ゼムリャー沿岸に沈められた。

## 艦長
| 代 | 氏名                    | 在任期間              | 備考                  |
| -- | ----------------------- | --------------------- | --------------------- |
| 1  | N・I・ニコーリスキイ    | -1943/01/19           | 海軍大尉              |
| 2  | Ye・M・クラシェンニコフ | 1943/02/18-1943/08/26 | 3等佐官               |
| 3  | G・G・フョードロフ      | -1944/03/07           | 海軍大尉、のち3等佐官 |
| 4  | G・P・ヴァシーリエフ    |                       | 3等佐官               |